# Al-Shuwaykh (ö)
al-Shuwaykh (arabiska: الشِّويخ), eller Jazirat al-Shuwaykh (al-Shuwaykh-ön), även kallad Akkaz (عكّاز) eller al-Qurayn (القُرَيْن), är en ö i utkanten av Kuwaits huvudstad Kuwait och hör till Huvudstadsprovinsen. Ön var till 1972 ett fiskeläge.
År 1974 blev den en del av industrihamnen Mina al-Shuwaykh. I samband med detta anlades bland annat en landbrygga som förband al-Shuwaykh till fastlandet och den blev i praktiken en halvö. Ön har sedan 1970-talet varit föremål för flera arkeologiska undersökningar, för att studera de lämningar som finns kvar trots omfattande byggarbeten.